# Гамболо
Гамболо̀ (на италиански: Gambolò, на местен диалект: Gambulò, Гамбуло) е град и община в Северна Италия, провинция Павия, регион Ломбардия. Разположен е на 104 m надморска височина. Населението на общината е 10 100 души (към 2015 г.).